# Lotta z Rošťácké uličky
Lotta z Rošťácké uličky je kniha pro děti, kterou napsala švédská autorka Astrid Lindgrenová, a současně literární postava, která v této knize vystupuje. Lottiny příběhy vyšly postupně v letech 1956, 1961, 1971 a 1977. Knihy vyprávějí o malé Lottě, která bydlí s rodiči a dvěma sourozenci ve žlutém domě v uličce, která se jmenuje Pošťácká. Lottin tatínek ale tuto uličku překřtil na Rošťáckou.

## Děj
V češtině vyšly Lottiny příhody pouze v rámci souhrnné publikace. Kniha Lotta z Rošťácké uličky má v češtině 4 kapitoly, které odpovídají čtyřem postupně vydávaným švédským publikacím. První kapitola je vyprávěna z pohledu její starší sestry Marie, zbylé tři zachycují příhody samotné Lotty z pohledu vypravěče.

### Děti z Rošťácké uličky
Marie, sestra Lotty, čtenáře seznamuje s její celou rodinou. Jedná se o bratra Jonáše, sebe a malou sestřičku jménem Lotta. Jejich tatínek jim ale často říká Bouchal, Bouchalka a Bouchalinka. Všechny děti bydlí s rodiči v žlutém domě v uličce, která se jmenuje Pošťácká. Lottin tatínek ale tuto uličku překřtil na Rošťáckou, protože v ní právě jsou tři rošťáci, jeho děti. Dále Mia popisuje příhody, např. jak Lotta chtěla vyrůst, jak si všichni sourozenci hráli či jak byla Lotta tvrdohlavá.

### Lotta z Rošťácké uličky
Lotta si nechce vzít svetr od babičky, a tak ho rozstříhá. Když si ale uvědomí, co udělala, přemýšlí o tom, že se musí odstěhovat. Poprosí tetu Bergovou, jestli by mohla zůstat u ní a ta jí nabídne místo na půdě v kůlně. Když rodiče Lotty zjistí, že se odstěhovala, snaží se jí domluvit, aby šla domů. Nakonec se sama vrátí a usmíří se s maminkou.

### Lotta umí jezdit na kole
Lotta chce jezdit jako její sourozenci na kole, ale rodiče jí zatím kupovat kolo nechtějí. Když se ani na narozeniny kola nedočká, rozhodne se nějaké ukrást. Objeví jedno kolo u tety, která jí narozeninovým dárkem potěší. Pak si ale vzpomene na kolo a čeká, než bude paní Bergová spát. Vplíží se do kůlny, kde kolo vytáhne a vezme ho do ulice. Když vyleze až nahoru, rozjede se plnou rychlostí z kopce, ale brzdy používat neumí, a tak skončí v keři. Když už to vypadá, že nemá ani kolo, ani dárek od tety, objeví se tatínek s kolem pro Lottu. Nakonec se najde i dárek od paní Bergové a tak je nakonec Lotta šťastná.

### Lotta umí skoro všechno
Lotta tvrdí, že umí všechno, kromě slalomu. Chce si ho tedy natrénovat na zahradě. Než se tak stane, musí odnést tetě vánočku a vynést odpadky z jejich domu. V každé ruce tedy drží pytlík a cestou trénuje slalom na lyžích. Když dorazí k tetě, zjistí, že vyhodila špatný pytlík do popelnice, a tak se snaží ho najít. Naštěstí ho popelář vydělal, a tak byla vánočka pro tetu s plyšákem Míšou zachráněny. Když tetě odnesla jídlo a pomohla s prací, poprosí Lottu ještě o noviny. Předtím, než pro ně odjede, zjistí, že v celém městě není ani jediný vánoční stromeček. Když se ale dostane ke stánku u benzínové pumpy, povšimne si nákladního auta plného vánočních stromků. Snaží se přemluvit řidiče, aby jí jeden malý stromek prodal, ale není s ním řeč. Když ale odjíždí, jeden stromek mu v zatáčce vypadne, a tak si ho Lotta může vzít domů. Všichni doma jsou nadšení a Lotta potvrdí, že umí opravdu všechno, kromě slalomu.

## Přijetí díla a interpretace
Maria Hunstigová z časopisu Vogue popisuje Lottu jako svou hrdinku. Oceňuje Lottino zdravé sebevědomí a její přístup „zvládnu cokoliv“, díky čemuž je Lotta daleko před běžným obrazem dívek konce 50. let.
Christina Steinleinová z Focusu chválí obrázkovou knihu Lottino kolo. Věří, že příběh je vyprávěn se spoustou humoru, je ilustrován úžasně neučitelským způsobem a patří do dětské knihovny.
Ingrid Löbnerová radí rodičům ve svém průvodci Gelassene Eltern-Glückliche Kinder: Mit mehr Leichtigkeit und Entspanntheit durch die ersten sechs Lebensjahre, aby se podívali na obrázkovou knihu Astrid Lindgrenové Lottino vánoční překvapení, aby byli schopni vcítit se do toho, jak se čtyřleté děti cítí, jak vidí svět, jaké myšlenky mají a jakých činností jsou již schopny. Gabriele Crommeová dodává, že obrázková kniha je v rozporu s tradičním chápáním rolí dívek a chlapců. Chlapci jsou vnímáni jako „aktivní a dobrodružní“ a dívky jako „pasivní a imobilní“. Lotta je „aktivní a dobrodružná“.

## Adaptace
Na začátku devadesátých let byly natočeny dva švédské filmy o životě Lotty a jejích sourozenců s názvem Lotta på Bråkmakargatan a Lotta flyttar hemifrån.